# Tiang
Pour l'antilope, voir Damaliscus lunatus.
Le tiang (ou djaul) est une des langues de Nouvelle-Irlande, parlée par 790 locuteurs, dans la province de Nouvelle-Irlande, à l'est de Djaul, en Papouasie-Nouvelle-Guinée.